# Wild Youth
Wild Youth est un groupe musical irlandais, formé en 2016 à Dublin. Il est composé de David Whelan, Conor O'Donohoe, Ed Porter et Callum McAdam.

Ils représentent l'Irlande au Concours Eurovision de la chanson 2023, à Liverpool au Royaume-Uni, avec leur chanson We Are One,.

## Carrière
Le groupe s'est formé en 2016 à Dublin en Irlande. En 2017, ils sortent leur premier single, All or Nothing. Plusieurs chansons ont été sorties par la suite, obtenant un certain succès en Irlande. À la suite de leur succès, le groupe est parti en tournée avec entre autres Lewis Capaldi et Westlife.  Leur premier EP, The Last Goodbye, sort en 2019.

Leur style peut être défini comme indie pop, avec des influences rock et RnB. Le chanteur, Conor O'Donohoe, a co-écrit la chanson Dying to Try de Brendan Murray, qui a représentent l'Irlande au Concours Eurovision de la chanson 2017, en plus d'avoir travaillé avec Agnetha Fältskog, The Script ou encore Britney Spears.

Le groupe participe à Eurosong 2023, l'émission spéciale du Late Late Show servant de présélection irlandaise pour l'Eurovision. Avec leur chanson We Are One, ils en sortent vainqueurs et représentent par conséquent l'Irlande au Concours Eurovision de la chanson 2023, à Liverpool au Royaume-Uni.

### À l'Eurovision
Le groupe a participé à la première moitié de la première demi-finale, le mardi 9 mai 2023. Il ne s'est pas qualifié et ne participe donc pas à la finale.

## Membres
- David Whelan – chant, guitare
- Ed Porter – chant, guitare
- Conor O'Donohoe – chant, clavier
- Callum McAdam – batterie

## Discographie

### EP
- 2019 – The Last Goodbye
- 2021 – Forever Girl

### Singles
- 2017 – All or Nothing
- 2017 – Lose Control
- 2018 – Can't Move On
- 2019 – Making Me Dance
- 2019 – Long Time No See
- 2020 – Next to You
- 2020 – Through the Phone
- 2021 – Champagne Butterflies
- 2021 – Can't Say No
- 2022 – Seventeen
- 2022 – Live Without You
- 2023 – We Are One